# Moše Ja'alon

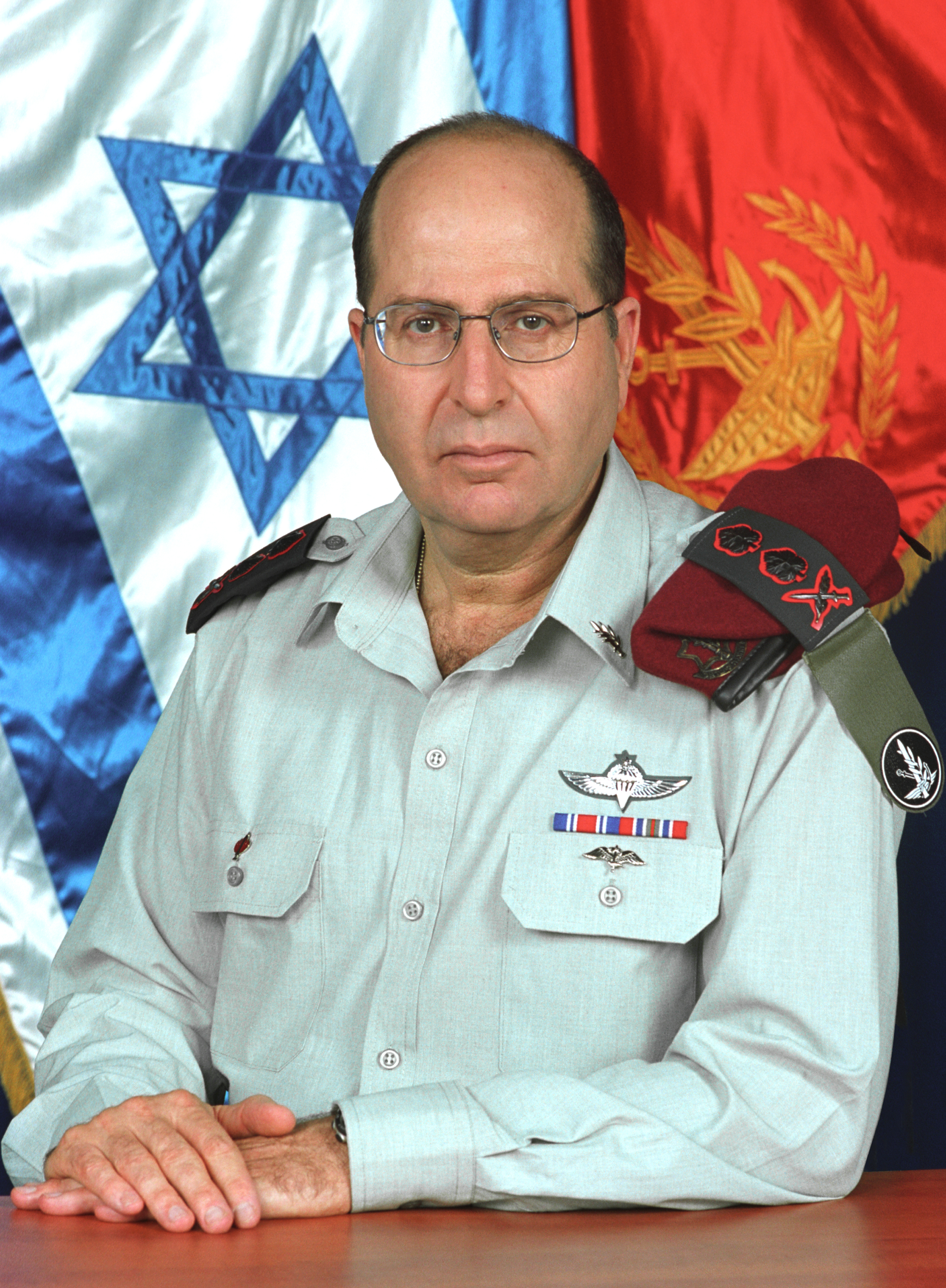
Moše Ja'alon

Moše „Boogie“ Ja'alon (hebrejsky משֶׁה "בּוֹגִי" יַעֲלוֹן‎, rodným jménem Moše Smilansky; * 24. června 1950 Kirjat Chajim, Izrael) je izraelský politik za Kachol lavan, dříve poslanec Knesetu za stranu Likud a ministr obrany.
Z politických funkcí byl v minulosti vicepremiérem, z vojenských pak náčelníkem Generálního štábu izraelské armády a ředitelem vojenské rozvědky.

## Biografie
Ja'alon se narodil jako Moše Smilansky na předměstí Haify, Kirjat Chajim, kde i vyrostl. Byl činný v mládežnickém hnutí dělnického sionismu ha-Noar ha-Oved ve-ha-Lomed a od roku 1968 v rámci své povinné vojenské služby sloužil v oddílu pěchotní brigády Nachal s názvem Ja'alon, po kterém přijal jméno. Po absolvování povinné vojenské služby se stal členem kibucu Grofit v aravské oblasti poblíž Ejlatu. Studoval na Haifské univerzitě, kde získal titul bakalář v oboru politických věd. Je ženatý a má tři děti.

### Vojenská kariéra
Po Jomkipurské válce v roce 1973, kde sloužil jako rezervista, se Ja'alon opět vrátil do armády a sloužil ve výsadkářské brigádě a Sajeret Matkal.
V roce 1995 byl jmenován ředitelem vojenské zpravodajské služby Aman a v roce 1998 velícím důstojníkem izraelského centrálního velitelství odpovědného za Západní břeh. Na této pozici byl i v září 2000, kdy vypukla takzvaná druhá intifáda. Náčelníkem Generálního štábu byl jmenován 9. července 2002 a tuto funkci zastával až do 1. června 2005. Hlavním cílem po celou dobu jeho služby bylo potlačit druhou intifádu.
V únoru 2005 se tehdejší ministr obrany Šaul Mofaz rozhodl neprodloužit Ja'alonovu službu v pozici náčelníka GŠ pro příští rok. Jednalo se o vyvrcholení sporů mezi Mofazem a Ja'alonem, které částečně ještě vzrostlo kvůli Ja'alonově kritice Šaronova plánu na stažení se z Gazy. Na postu náčelníka štábu skončil 1. června 2005 a následnému izraelskému stažení již dohlížel jeho nástupce Dan Chaluc.
V prosinci 2005 podali na Ja'alona ve Washingtonu žalobu příbuzní obětí z ostřelování libanonského města Kana z roku 1996 za jeho podíl na jejich smrti. Koncem roku 2006 byl Ja'alon na soukromé fundraisingové cestě na Novém Zélandu pořádané Židovským národním fondem. Aucklandský distriktní soudce při té příležitosti vydal příkaz k jeho zatčení za údajné válečné zločiny za jeho podíl na zabití vůdce Hamásu Saleha Šahída ve městě Gaza, při kterém bylo zabito 14 arabských civilistů, s komentářem, že Nový Zéland je povinen dodržovat Ženevské úmluvy na ochranu obětí války. Novozélandský nejvyšší státní zástupce Michael Cullen však příkaz zrušil, jelikož dospěl k závěru, že neexistují dostatečné důkazy.
V lednu 2008 prohlásil během diskuse v Interdisciplinárním centru, že: „Neexistuje žádný způsob, jak stabilizovat situace na celém světě a zejména na Blízkém východě, bez konfrontace Íránu.“
Po odchodu z funkce náčelníka Generálního štábu pracoval v think tanku Washingtonský institut pro blízkovýchodní politiku a stal se starším vědeckým pracovníkem na Adelsonově institutu strategických studií při Šalemově centru pro mezinárodní a blízkovýchodní studia. Byl rovněž předsedou centra pro židovskou identitu a kulturu v Bejt Moraša v Jeruzalémě.

### Politická kariéra
Poslancem Knesetu byl poprvé zvolen ve volbách v roce 2009 za stranu Likud. Následně se stal členem druhé Netanjahuovy vlády, v níž zastával post vicepremiéra a ministra pro strategické záležitosti. Poslanecký mandát obhájil ve volbách v roce 2013, po nichž se stal ministrem obrany. Poslanecký mandát obhájil rovněž ve volbách v roce 2015. Post ministra obrany si ponechal i ve čtvrté Netanjahuově vládě.
20. května 2016 oznámil Ja'alon rezignaci na funkci ministra i poslance; zdůraznil však, že nemá v úmyslu zcela odejít ze společenského a politického života Izraele. Záhy nato opustil Likud a stal se členem nové koalice Kachol lavan vedené Binjaminem Gancem.